# Ferrere
Ferrere (piemontiul: Frere) település Olaszországban, Piemont régióban, Asti megyében. Lakosainak száma 1505 fő (2023. január 1.). Ferrere Cantarana, Montà, Valfenera, Cisterna d’Asti és San Damiano d’Asti községekkel határos.

## Népesség
A település lakossága az elmúlt években az alábbi módon változott:
| Lakosok száma | 1607 | 1586 | 1505 |
|               | 2017 | 2018 | 2023 |